# NGC 3300
NGC 3300 est une galaxie lenticulaire de type magellanique et située dans la constellation du Lion. NGC 3300 a été découverte par l'astronome germano-britannique William Herschel en 1784.

## Caractéristiques
Sa vitesse par rapport au fond diffus cosmologique est de 3 359 ± 24 km/s, ce qui correspond à une distance de Hubble de 49,6 ± 3,5 Mpc (∼162 millions d'al).
À ce jour, quatre mesures non basées sur le décalage vers le rouge (redshift) donnent une distance de 28,325 ± 14,139 Mpc (∼92,4 millions d'al), ce qui est à l'extérieur des valeurs de la distance de Hubble. Notons cependant que c'est avec la valeur moyenne des mesures indépendantes, lorsqu'elles existent, que la base de données NASA/IPAC calcule le diamètre d'une galaxie et qu'en conséquence le diamètre de NGC 3300 pourrait être d'environ 28,5 kpc (∼93 000 al) si on utilisait la distance de Hubble pour le calculer.
Selon la base de données Simbad, NGC 3300 est une galaxie LINER, c'est-à-dire une galaxie dont le noyau présente un spectre d'émission caractérisé par de larges raies d'atomes faiblement ionisés.

## Groupe de NGC 3306
NGC 3301 fait partie du groupe de NGC 3306 qui compte au moins 7 galaxies. Outre NGC 3306, les cinq autres galaxies du groupe sont UGC 5695, UGC 5739, UGC 5758, UGC 5760 et UGC 5781. Abraham Mahtessian mentionne aussi l'existence de NGC 3300 dans un groupe de trois galaxies qui ne comprend que UGC 5739 (noté 1031+1400, pour CGCG 1031.7+1400) et UGC 57690 (noté 1033+1358 pour CGCG 1033.7+1358).